# Skalleluia!
Skalleluia! é o segundo álbum de estúdio da banda The Insyderz, lançado a 5 de Maio de 1998.
Este álbum foi um sucesso inesperado, tendo estado nas tabelas "Hot 200", "Heatseekers" e "Top Contemporary Christian" atingindo o nº 200, 15 e 8 respetivamente. A cover do músico Rich Mullins, "Awesome God" ganhou o Dove Awards na categoria "Hard Music Recorded Song Of The Year" em 1999.

## Faixas
1. "Oh Lord, You're Beautiful" (Green) - 2:29
2. "He Has Made Me Glad" (VonBrethorst) - 2:22
3. "Awesome God" (Mullins, Yerke) - 3:07
4. "Lord, I Lift Your Name on High" (Founds) - 3:24
5. "Jesus, Draw Me Close" (Founds) - 3:10
6. "Ancient of Days" (Harvill, Sadler) - 2:35
7. "You Are My All in All" (Jernigan) - 3:12
8. "Jesus, Name Above All Names/More Precious Than Silver" (DeShazo, Hearn) - 2:45
9. "Joy  Grant" - 1:53
10. "We Will Glorify" (Paris) - 2:44
11. "Mourning into Dancing" (Walker) - 8:39

## Créditos
- Joe Yerke - Vocal
- Beau McCarthy - Baixo
- Bram Roberts - Trompete
- Mike Rowland - Trombone
- Nate Sjogren - Bateria
- Kyle Wasil - Guitarra